# 펩타이드 서열
펩타이드 서열(영어: peptide sequence)은 펩타이드의 구성 요소인 20가지의 아미노산으로 이루어진 서열을 말한다. 생명현상을 결정짓는 가장 중요한 정보를 가진 서열이다. 

## 변형
펩타이드 서열은 서열에 메틸기가 붙는 메틸화, 수소 원자를 아세틸기로 치환하는 아세틸화 등의 변형이 일어날 수 있다. 

## 구조
펩타이드 서열은 아미노산 서열간의 상호작용 등으로 인해 1차, 2차, 3차, 4차 구조를 가지게 된다. 

## 같이 보기
- 펩타이드
- 단백질
- 단백체
- 단백체학
- 유전체
- 유전체학